# Зграда Јакова Челебоновића
Зграда Јакова Челебоновића се налази у Београду, у улици Вука Караџића 18 и представља непокретно културно добро као споменик културе.. Од 1950. године се у њој налази Музеј примењене уметности, који поседује дела од непроцењивог значаја за развој београдске и српске уметности. Представља непокретно културно добро као споменик културе.

## Изглед зграде
Зграда Јакова Челебоновића је подигнута између 1927. и 1929. године као двоспратна зграда за познатог београдског адвоката Јакова Челебоновића. Као пројектанти ове зграде наводе се инжењер Михаило Белић, архиктета Никола Краснов и холандски архитекта Нерегар који су били аутори диспозиције објекта, фасаде и ентеријера.
Зграда је обликована по свим принципима академске архитектуре. Фасаде су богато декоративно обрађене, решене симетрично, што је наглашено лођама и балконима и декоративно обрађеним забатима. Подеоним и кровним венцем зграда је степенована по висини. Репрезентативности спољашњости одговарала је и изузетна обрада ентеријера. Значај овог споменика културе налази се пре свега у чињеници да су у кући живели Јаков, Марко и Алекса Челебоновић, који су, сваки у свом домену, оставили дубок траг у културној историји Београда, да се у њему налази њихова изузетна уметничка збирка.
Од изузетног значаја је и само здање које својом архитектуром репрезентује на најбољи могући начин ниво средине у годинама између два светска рата. И потписници пројекта, међу којима је најпознатији архитекта Никола Краснов, имена су која су обележила београдску архитектуру треће и четврте деценије двадесетог века.